# Ахмесов папирус
Ахмесов папирус је староегипатски папирус кога је пронашао Александар Хенри Рајнд, шкотски шверцер египатских реликвија, 1858. године у Луксору у области Тебе у рушевинама мање грађевине поред Рамесеума (Ramesseum), због чега се често спомиње као Рајндов папирус или Бремнер-Рајндов папирус. Од 1863. године се налази се у Британском музеју.
Датиран је у време око 1650. п. н. е., током владавине фараона Апепија Првога (Hyksos Pharaoh, Apepi I) из XV династије (в. Списак фараона), али је у уводу папируса Ахмес записао да преписује са једног још старијег из периода Амен-ем-хет-а Трећег (Amenemhet III, 1842—1797. п. н. е.), што би требало да је 200 година старије, не спомињући име претходног аутора. Писмо којим је писано је хијератичко.

Ахмесов рукопис почиње текстом: 
ИСПРАВАН РАЧУН УВОД У ЗНАЊА О СВЕМУ ПОСТОЈЕЋЕМ И СВЕ МРАЧНЕ ТАЈНЕ ОВАЈ СПИС ЈЕ НАПИСАН ГОДИНЕ 33 ЧЕТВРТОГ МЕСЕЦА ПЛАВНЕ СЕЗОНЕ ПОД ВЛАШЋУ КРАЉА ГОРЊЕГ И ДОЊЕГ ЕГИПТА АУСЕР РЕ ОБДАРЕНОГ ЖИВОТОМ ПРЕМА ОНОМ ШТО ПРЕТХОДНО БИ ЗАПИСАНО У ВРЕМЕ КРАЉА ГОРЊЕГ И ДОЊЕГ ЕГИПТА НЕМАЕТ РЕ ЈА АХМЕС ЗАПИСАХ ОВО
Овакав предговор само говори у прилог да су староегипатски свештеници чак и овако практичне математичке списе са описом обичних аритметичких радњи покривали велом тајанствености и мистике.